# Duomo di Ripatransone
La concattedrale dei Santi Gregorio Magno e Margherita è il principale edificio di culto di Ripatransone, in provincia di Ascoli Piceno, concattedrale della diocesi di San Benedetto del Tronto-Ripatransone-Montalto.
È basilica minore e triplice santuario, poiché include anche la cappella della Madonna di San Giovanni e la cripta della Misericordia e Morte, considerate templi a sé stanti.

## Storia
Quando Pio V istituì la diocesi di Ripatransone (1571) scelse come prima cattedrale la chiesa di San Benigno, di cui oggi resta solo il campanile. Quest'edificio si rivelò ben presto inadeguato, sia a causa delle piccole dimensioni, sia per la collocazione decentrata all'estremità del paese. Il vescovo Pompeo De Nobili decise allora l'edificazione del nuovo duomo nel sito della preesistente parrocchiale di San Gregorio Magno e Santa Margherita.
Il progetto fu affidato all'architetto modenese Gaspare Guerra, e la costruzione fu intrapresa nel 1597 per essere completata nel 1623. Le dimensioni previste in origine vennero però ridotte. Il braccio maggiore della croce latina possedeva infatti quattro arcate, e avrebbe invaso alternativamente la piazza antistante al sagrato o lo spazio prospiciente un dirupo.
La chiesa fu oggetto di vari ampliamenti. Dopo la costruzione della cupola (XVIII secolo), nuovi lavori eseguiti negli anni 1837-1842 restaurarono l'intero edificio, sostituendone il tetto e il pavimento, ultimandone la facciata e ricavando una seconda sacrestia. Questi lavori furono commissionati dal vescovo di Montalto Luigi Maria Canestrari.
La torre attuale, opera di Francesco Vespignani, sostituì un vecchio e più modesto campanile demolito nel 1884. L'opera fu completata il 3 agosto 1902 con l'installazione alla sommità di una grande statua del Redentore, in rame dorato, dell'altezza di 7 m e del peso di una tonnellata. L'ultimo restauro del campanile, avvenuto nel biennio 1987-1988, ha permesso il ripristino della croce originariamente imbracciata dal Redentore.
Nell'ultimo restauro della cattedrale, ultimato il 15 maggio 1960, al pavimento fu apposto un mosaico raffigurante lo stemma del vescovo committente, monsignor Vincenzo Radicioni.

## Descrizione

### Esterno
La facciata della concattedrale è stata costruita nel XIX secolo dall'architetto Giuseppe Rossetti. Con paramento murario in mattoncini, è divisa in due ordini orizzontali da un alto cornicione. Nella fascia inferiore, si aprono i tre portali con cornici in pietra, intervallati da coppie di lesene tuscaniche con capitelli in travertino. Nella fascia superiore, in corrispondenza della navata centrale, si apre un finestrone rettangolare. La facciata termina con un frontone triangolare.
Sulla crociera, si eleva il tiburio ottagonale, costruito nel 1786, con quattro finestre ovali.

#### Campanile
Il campanile, compresa la statua del Redentore, si eleva per 52 m.
Nella torre sono montate quattro campane: l'Annunziata, verso il quartiere di Capodimonte, Sant'Antonio, verso la campagna. Santa Margherita, di dimensioni ridotte, verso i quartieri di Roflano e Agello, e San Gregorio ("Campanone"), al centro, che suona solo nelle festività maggiori, come il Natale, la Pasqua, l'Ottava, il Corpus Domini e la Maddalena.

### Interno
L'impianto della cattedrale è a croce latina con tre navate, ed è decorata da affreschi dei fratelli Marcantonio e Michelangelo Bedini, commissionati da monsignor Radicioni negli anni cinquanta in sostituzione degli originari dipinti di Giuseppe Capparoni (XIX secolo). Di questi ultimi, pur di pregevole fattura, residua un affresco di volta in una delle sacrestie. Il tiburio è ornato internamente della raffigurazione dei quattro evangelisti e delle quattro virtù cardinali su sfondo dorato.

#### Opere custodite
La chiesa custodisce numerosi oggetti d'arte.
- Altare marmoreo del Poscetti.
- Sculture in legno di Desiderio Bonfini (XVII secolo): pulpito, cattedra vescovile e banco del magistrato.
- Coro secentesco in legno, opera di Agostilio Evangelisti (1620), nell'abside.
- Statua di gesso di San Gregorio Magno, opera di Fedele Bianchini, nell'abside.
- Dipinti raffiguranti San Gregorio Magno e la Natività, rispettivamente del XVII e XVIII secolo.
- Crocefisso ligneo policromo dorato di scuola michelangiolesca, attribuito a Giovan Battista Casignola, in un'edicola della navata destra.
- Altare ligneo di Angelo Ripano (XVII secolo).
- Pala d'altare di Orazio Gentileschi (XVI-XVII secolo).
- Opere di Simone De Magistris (Madonna con Bambino e Santi, 1579, olio su tela, con l'iscrizione: SIMONE MAGISTRIS CALDAROLENSIS FACIEBAT MDLXXVIIII), dell'Orbetto (1623) e del Ciannavei (XVIII-XIX secolo).

#### Organo a canne
Sulla cantoria in controfacciata, si trova l'organo a canne Callido opus 195, costruito nel 1783 ed in seguito modificato. Lo strumento è a trasmissione integralmente meccanica ed è racchiuso all'interno di una cassa lignea neoclassica a serliana, con la mostra composta da 27 canne di principale disposte in cuspide unica con ali laterali. La consolle, a finestra, ha un'unica tastiera di 56 note con prima ottava cromatica ed una pedaliera dritta di 24 note costantemente unita al manuale.

#### Cappella della Madonna di San Giovanni

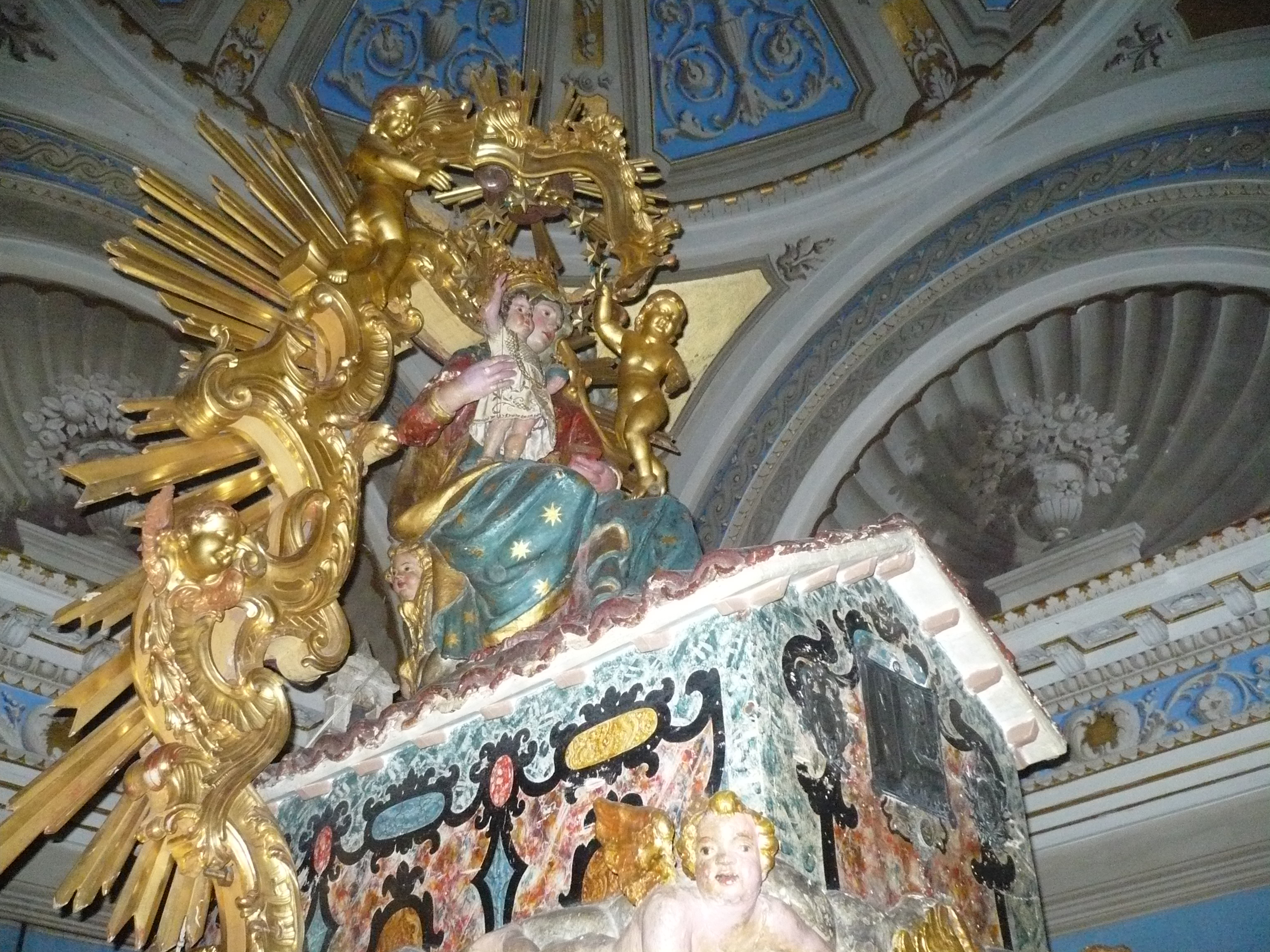
Simulacro della Madonna di San Giovanni esposto in occasione dell'Ottava di Pasqua

La cappella intitolata alla Madonna di San Giovanni è un santuario a sé stante, innalzato fra il 1846 e il 1858. Esso si apre in fondo alla navata sinistra con un portone in rame dello scultore Cleto Capponi (1953). Conserva opere scultoree di Luigi Fontana, lampadari di Murano e un coro in legno del Morelli. La statua della Vergine, realizzata in cartapesta da Sebastiano Sebastiani nel 1620, è custodita in un'edicola del Vespignani (1881), e deve il suo nome al fatto che fu commissionata dalla Confraternita di San Giovanni, sempre di Ripatransone, che poco dopo mutò la propria denominazione in "Confraternita della Madonna di San Giovanni". Sempre come "Madonna di San Giovanni", è conosciuto il coro polifonico della chiesa.

### Cripta della Misericordia e Morte
Altro santuario è la cripta della Misericordia e Morte (“chiesa della Morte”), un sotterraneo che emerge con la propria cupola sul fianco destro della cattedrale. Conserva le tombe di quattro vescovi ripani.

## Galleria d'immagini

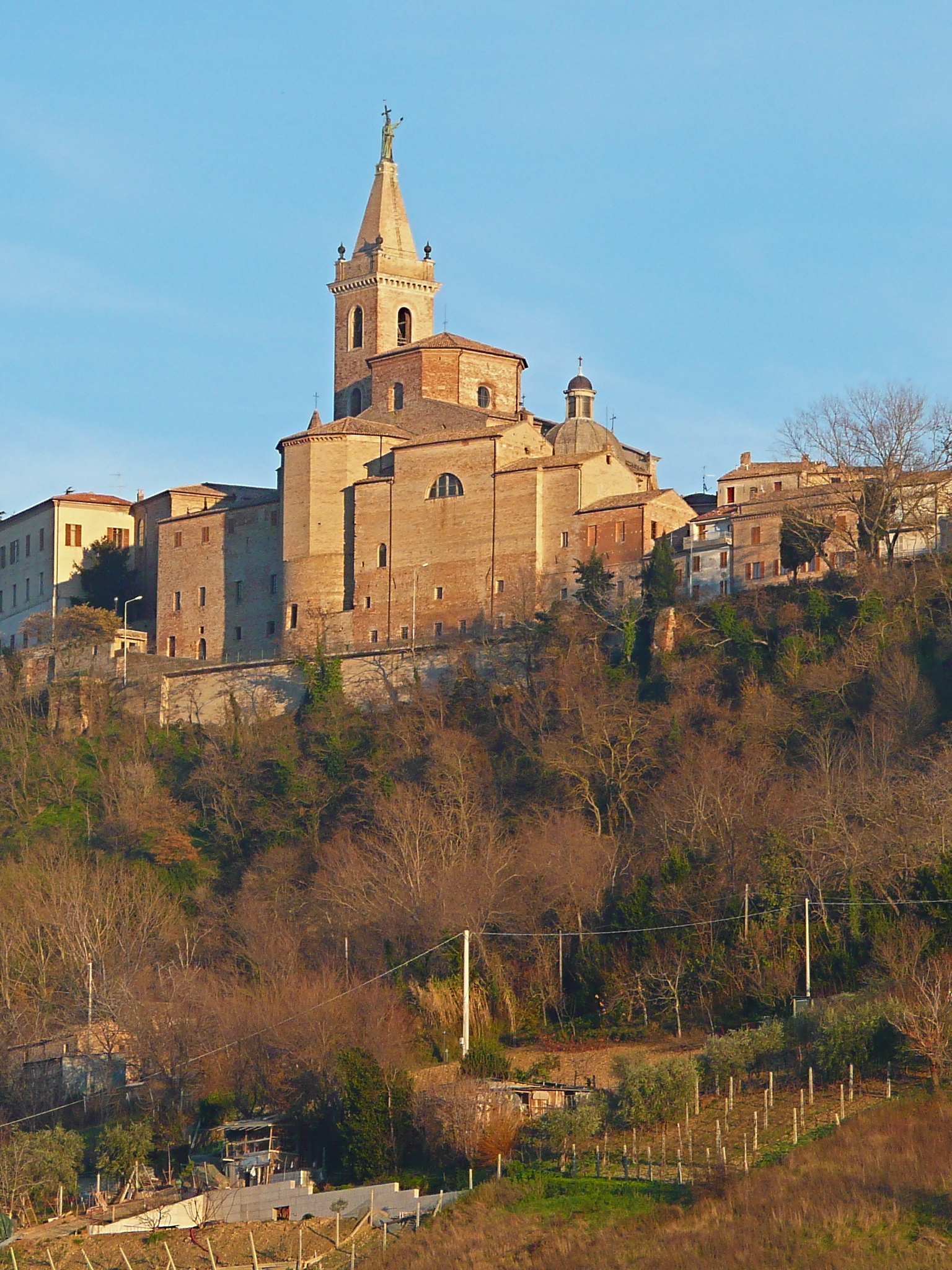
Esterno
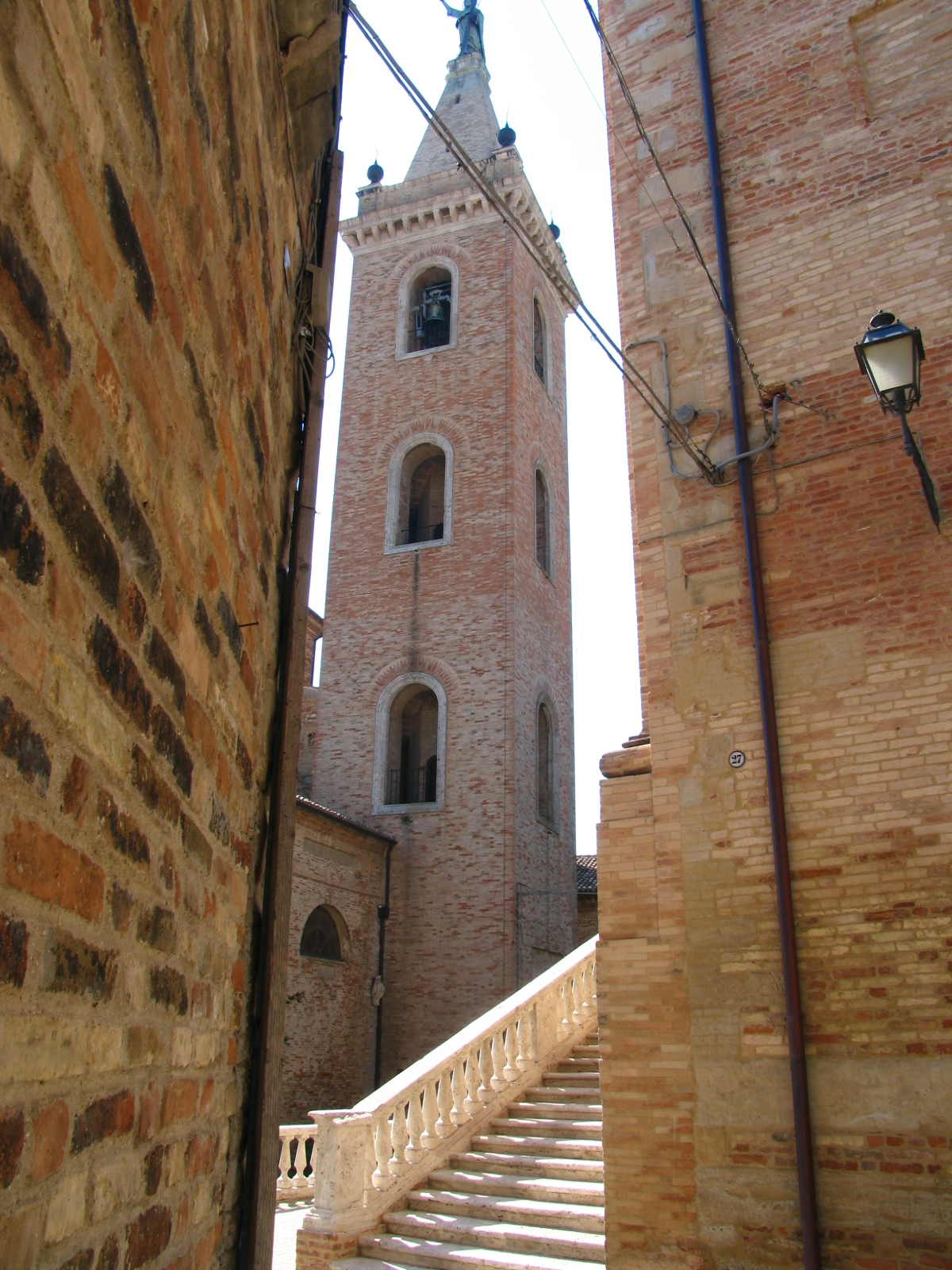
Il campanile
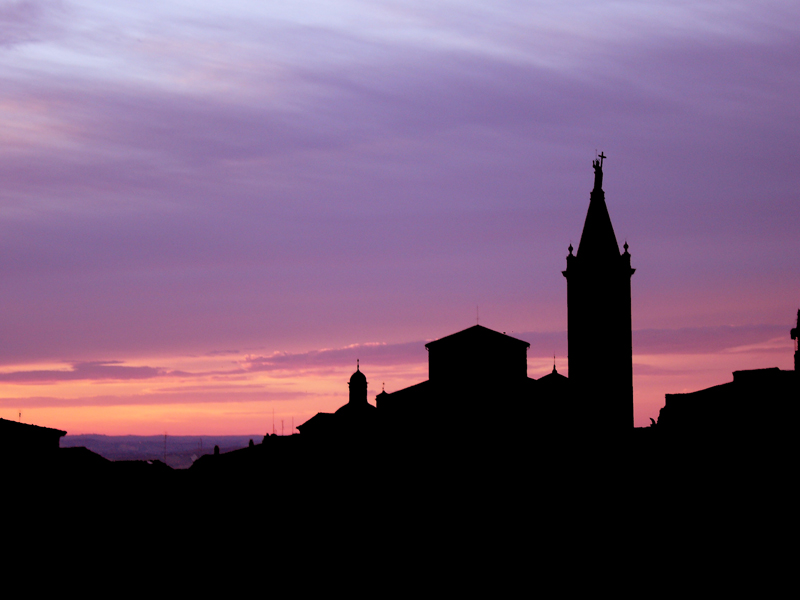
Vista della Cattedrale al tramonto dal Colle San Nicolò